# Dmitrij Jurevič Arapov
Dmitrij Jurevič Arapov (rusky Дмитрий Юрьевич Арапов; 16. května 1943 Jerevan – 14. prosince 2015 Moskva) byl ruský historik orientalista, specialista na historii islámu v Rusku a dějiny střední Asie.

## Život
Absolvoval fakultu historie Moskevské státní univerzity v roce 1966, téma jeho disertační práce bylo Dějiny vztahů mezi Střední Asií a Íránem na konci XVI. století. V roce 1978 obhájil svou kandidátskou práci na téma Dějiny výzkumu bucharského chanátu v ruské předrevoluční historiografii. V roce 2005 obhájil práci na téma Systém státní regulace islámu v Ruské říši (poslední třetina XVIII. - začátek XX. století).
Přednášel na fakultě historie Moskevské státní univerzity. Je autorem 315 vědeckých publikací, článků a učebnic. Mimo jiné napsal 50 hesel do Velké ruské encyklopedie.